# Barbados nos Jogos Olímpicos de Verão de 2008
Barbados participou dos Jogos Olímpicos de Verão de 2008 em Pequim, na China. O país estreou nos Jogos em 1960 e em Pequim foi sua 11ª apresentação.

## Desempenho

### Atletismo
| Atleta          | Prova                         | Elim. | Elim. | 1/4 de final | 1/4 de final | Semifinal   | Semifinal   | Final       | Final       |
| Atleta          | Prova                         | Tempo | Pos.  | Tempo        | Pos.         | Tempo       | Pos.        | Tempo       | Pos.        |
| --------------- | ----------------------------- | ----- | ----- | ------------ | ------------ | ----------- | ----------- | ----------- | ----------- |
| Jade Bailey     | 100 m feminino                | 11.46 | 25 Q  | 11.67        | 37           | Não avançou | Não avançou | Não avançou | Não avançou |
| Jade Bailey     | 200 m feminino                | 23.62 | 34    | Não avançou  | Não avançou  | Não avançou | Não avançou | Não avançou | Não avançou |
| Ryan Brathwaite | 110 m com barreiras masculino | 13.38 | 3 Q   | 13.44        | 10 Q         | 13.59       | 12          | Não avançou | Não avançou |
| Andrew Hinds    | 100 m masculino               | 10.35 | 27 q  | 10.25        | 24           | Não avançou | Não avançou | Não avançou | Não avançou |

### Natação
| Atleta          | Prova                  | Elim.   | Elim. | Semifinal   | Semifinal   | Final       | Final       |
| Atleta          | Prova                  | Tempo   | Pos.  | Tempo       | Pos.        | Tempo       | Pos.        |
| --------------- | ---------------------- | ------- | ----- | ----------- | ----------- | ----------- | ----------- |
| Bradley Ally    | 200 m medley masculino | 1:58.57 | 5 Q   | 1:59.53     | 9           | Não avançou | Não avançou |
| Bradley Ally    | 400 m medley masculino | 4:14.01 | 10    | Não avançou | Não avançou | Não avançou | Não avançou |
| Andrei Cross    | 100 m peito masculino  | 1:04.57 | 55    | Não avançou | Não avançou | Não avançou | Não avançou |
| Martyn Forde    | 50 m livre masculino   | 23.08   | 51    | Não avançou | Não avançou | Não avançou | Não avançou |
| Terrence Haynes | 100 m livre masculino  | 50.50   | 47    | Não avançou | Não avançou | Não avançou | Não avançou |

### Vela
| Atleta          | Prova           | Regata | Regata | Regata | Regata | Regata | Regata | Regata | Regata | Regata | Regata | Regata      | Pts. | Pos. |
| Atleta          | Prova           | 1      | 2      | 3      | 4      | 5      | 6      | 7      | 8      | 9      | 10     | M           | Pts. | Pos. |
| --------------- | --------------- | ------ | ------ | ------ | ------ | ------ | ------ | ------ | ------ | ------ | ------ | ----------- | ---- | ---- |
| Gregory Douglas | Laser masculino | 41     | 43     | 43     | 34     | 33     | 30     | 40     | 37     | 41     | CAN    | Não avançou | 299  | 43   |

Legenda
| Recorde mundial      | Recorde mundial (World record)               |                       | Recorde africano                      | Recorde africano (African) |                                           | Q | Classificado por posição (Qualified) |
| Recorde olímpico     | Recorde olímpico (Olympic record)            | Recorde da América    | Recorde da América (Americas)         | q                          | Classificado por melhor tempo (Qualified) |   |                                      |
| Melhor marca do ano  | Melhor marca do ano (World leading)          | Recorde asiático      | Recorde asiático (Asian)              | DNS                        | Não largou (Did not start)                |   |                                      |
| Recorde nacional     | Recorde nacional (National record)           | Recorde europeu       | Recorde europeu (European)            | DNF                        | Não terminou (Did not finish)             |   |                                      |
| Recorde pessoal      | Recorde pessoal do atleta (Personal best)    | Recorde da Oceania    | Recorde da Oceania (Oceania)          | DSQ / DQ                   | Desclassificado (Disqualified)            |   |                                      |
| Recorde da temporada | Recorde da temporada do atleta (Season best) | Recorde sul-americano | Recorde sul-americano (South America) | NM                         | Sem marca (No mark)                       |   |                                      |

| M   | Regata da Medalha da qual só participam os dez primeiros colocados das regatas anteriores  |  |  | CAN | Regata cancelada |
| BFD | Desclassificado por bandeira preta (Black Flag Disqualified)                               |  |  |     |                  |
| UFD | Desclassificado por bandeira "U" (U Flag Disqualified)                                     |  |  |     |                  |
| OCS | Largada queimada (On the Course Side of the starting line)                                 |  |  |     |                  |
| DNE | Desclassificação sem eliminação (infração a um item do regulamento da prova – Did Not End) |  |  |     |                  |